# Gofre
Un gofre (del francés gaufre), también citado con los extranjerismos de waffle, wafol, wafel o wafle, es un desayuno típico belga y del norte de Francia. Consiste en una especie de galleta gruesa de tipo oblea, con masa crujiente y esponjosa, parecida a un barquillo, que se cocina entre dos planchas calientes. El gofre tiene apariencia de rejilla, resultado de los moldes de la gofrera, que es un aparato con dos placas metálicas fabricadas con hierro fundido o aluminio. La forma de la rejilla extruida asegura la cocción de la masa. Es muy común que a la masa aligerada con agua con una mezcla de harina leudada se le añadan otros ingredientes a modo de crema entre los cuales los más habituales son el chocolate, el helado o la nata. La práctica de cocinarlo entre placas que mantienen la temperatura a 100 °C y una presión de vapor constante hace útil su elaboración en climas de frío extremo, y le da el característico color anaranjado. Se sirve caliente.

## Historia
El gofre moderno tiene sus orígenes en las elaboraciones con hierro pesado en la cocina medieval. Los hierros de hacer gofres consistían en dos placas de metal -waffer- pesadas conectadas con anillas y portátiles con unos brazos de madera. Algunas gofreras tenían en los grabados de las placas los diseños del propietario así como sus blasones o paisajes en lugar de la celda de abeja actual que imprime esa forma de rejilla al gofre. Dichas placas se empleaban para elaborar diferentes variedades. 
Wafer (la placa metálica con la que se elaboraban en la Edad Media) y waffle pueden compartir en inglés raíces etimológicas comunes. Wafre (o wafer) empleada por el inglés medio en el año 1377 y adoptada por el bajo alemán como wâfel, con modificaciones entre l y r. También el neerlandés wafel, el francés gaufre (que da origen a gofre en español), o el alemán waffel comparten el mismo origen.

## Variedades

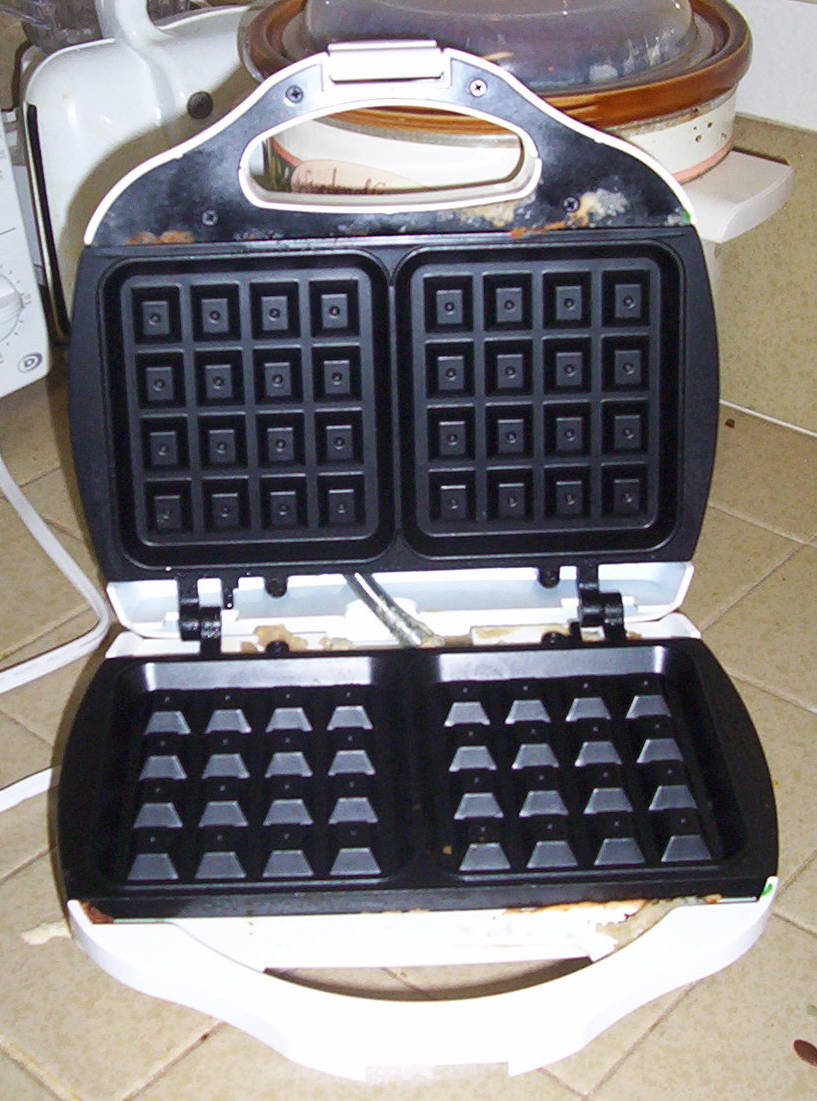
Gofrera moderna.

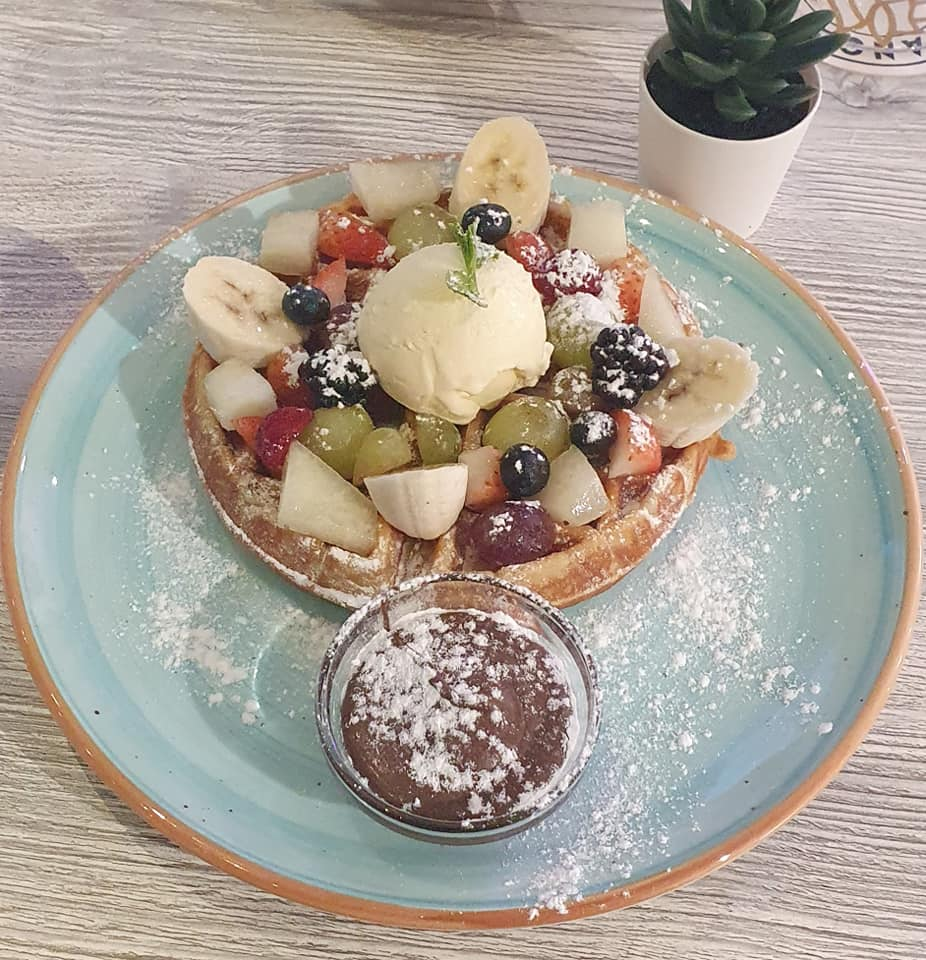
Gofre acompañado de helado y fruta.

- Los gofres belgas se preparan a base de una masa de levadura a menudo aligerada con clara de huevo batida con el objeto de no solo aligerar sino que al final quede una textura crujiente. Este tipo de gofres se suelen encontrar en los puestos callejeros de las ciudades de Bélgica (y gran parte de Europa desde finales del siglo XX) en el que se sirven calientes recubiertos de diversos edulcorantes: azúcar, miel, chocolate etc. Pueden ser servidos como postre acompañados de frutas y nata o helado.

- El gofre de Lieja[4] (de la ciudad de Lieja, al este de Bélgica) se suele servir caliente en puestos callejeros o pequeñas tiendas, aunque también es posible comprarlo precocinado en supermercados. Mucho más pequeño, dulce y denso que los «gofres belgas», su característica distintiva es una capa de caramelo líquido que lo recubre, resultado de una adición en el último minuto a la masa de un jarabe que le da un sabor especial. La mayoría se sirve sin ningún acompañamiento, aunque es posible darles sabor con vainilla o canela; a veces se sirven con toppings tales como frutas, cremas y chocolate. Fue inventado por un cocinero del Principado de Lieja en el siglo XVIII.

- El gofre lilés o gofre relleno lilés una especialidad de gofre de la metrópoli francesa de Lila (Lille), se ha extendido al norte de Francia y al Flandes francés. Tiene una forma ovalada que se abre en dos para insertar un sabor, tradicionalmente azúcar moreno (llamado cassonade en Flandes) o vainilla. Charles de Gaulle, presidente nativo de Lila, era experto en su fabricación y solía pedir encargos para el Palacio del Elíseo.

- Gofres estadounidenses ,[5] muy comunes en Estados Unidos, se elaboran con una masa de polvo gasificante en lugar de las levaduras tradicionales. Se suelen servir como un alimento dulce en los desayunos tradicionales cubierto de mantequilla y diversos siropes. Pueden encontrarse en diversos platos salados tales como Chicken and waffles. Por regla general son densos, y más finos que los gofres belgas. Introducidos por primera vez en 1620 por los colonos procedentes de los Países Bajos. Thomas Jefferson hizo traer una gofrera de hierro fundido de Francia donde se establecieron los waffle frolics o festivales que se dieron posteriormente tan populares en el siglo XVIII. Pueden acompañarse tanto con alimentos dulces (siropes o jarabes, azúcares espolvoreados, miel...) como salados (por ejemplo, estofados de judías).
- Gofres de Virginia[6] tienen la particularidad de estar elaborados de harina de arroz o harina de maíz en lugar de harina de trigo.

- En el Reino Unido se puede encontrar una variedad denominada: «gofre de patata». Generalmente, servido con alimentos salados que suele tener la forma de un gofre, elaborado de patata, aceite y diversas salsas. Este tipo de gofres puede ser cocinado al horno, a la parrilla preparado en una tostadora o frito servido tanto como plato de acompañamiento o un simple snack.

- Gofre al estilo de Hong Kong, introducido durante el dominio inglés y denominado «pastel de rejilla», se trata de un gofre que se vende en puestos callejeros y se come caliente. Muy similar a los gofres europeos tradicionales, pero de mayor tamaño, forma redondeada y dividido en cuartos, suele servirse como snack, se unta con mantequilla, mantequilla de cacahuete o azúcar, y se dobla en un semicírculo para comerse. En la receta se suele emplear huevo, azúcar o leche evaporada para darle un sabor dulce. Por regla general ligero y nada denso, tiene un sabor y un aroma muy pronunciado a yema de huevo. Se puede elaborar con otros sabores como chocolate, melón y a veces puede encontrarse con diferentes colores.

- El Día Internacional del Gofre se celebra el 25 de marzo.Gofres con helado.

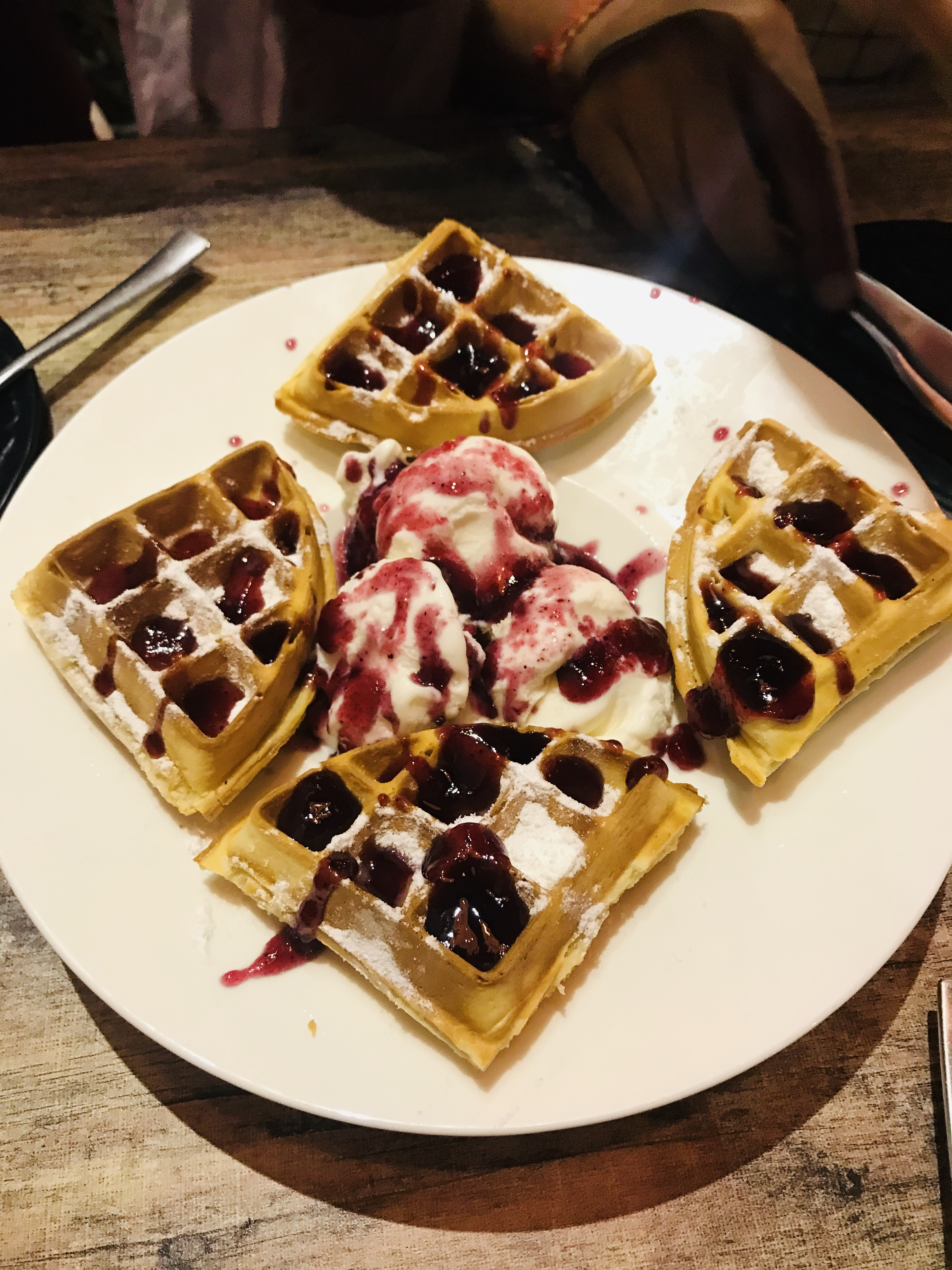
Gofres con helado.